# قلابة الحافة المتقدمة المنسدلة

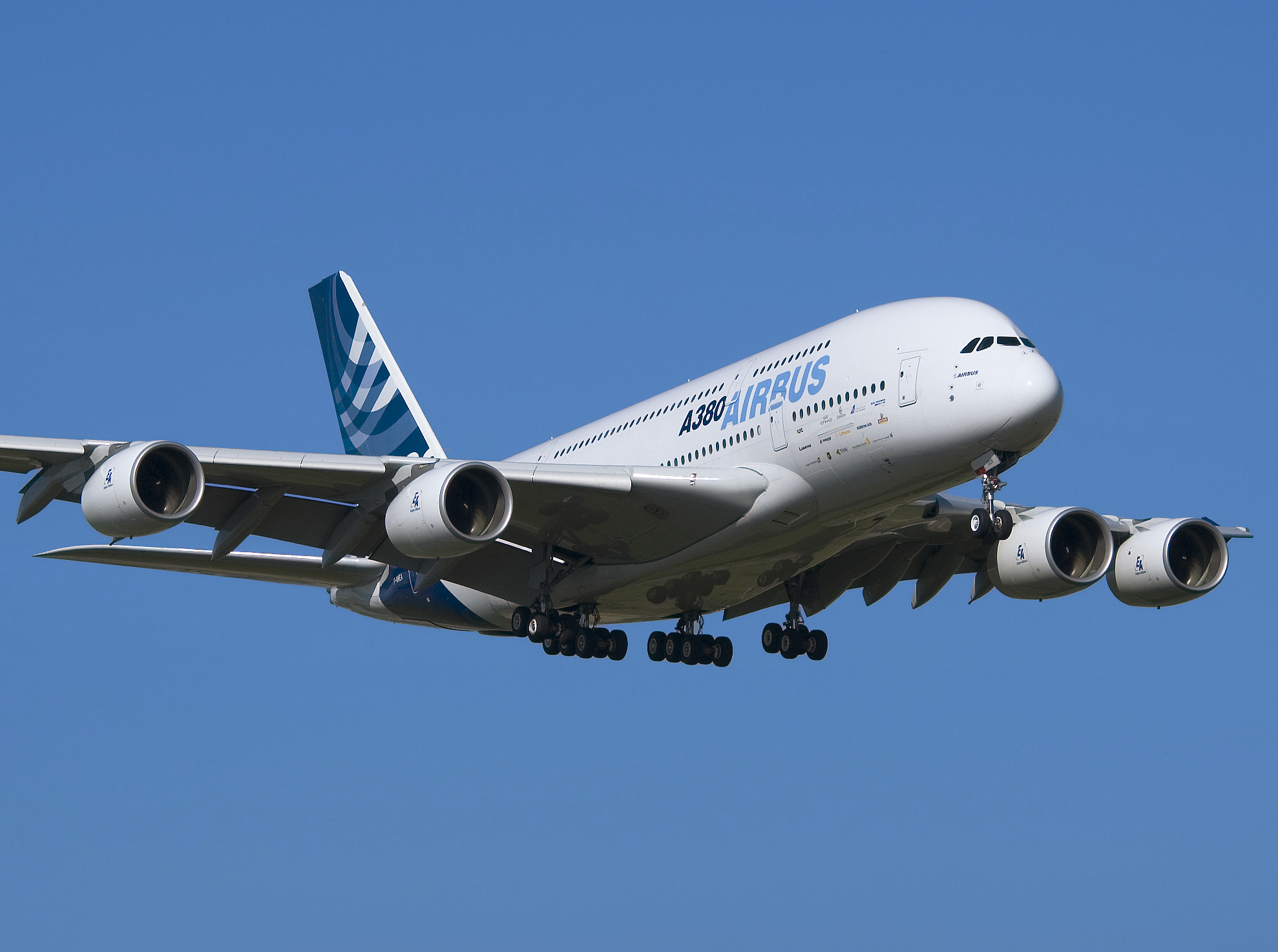
طائرة إيرباص إيه 380 تقترب من الأرض، مع وجود تدلي واضح بين جسم الطائرة والمحركات الداخلية

قلابة الحافة المتقدمة المنسدلة (leading-edge droop flap) أو القلابة المتدلية (droop flap) ببساطة: «دَلاَّية» (Droop) هو جهاز على الحافة الأمامية لأجنحة الطائرة مصمم لتحسين تدفق الهواء عند زوايا الترجح العالية (زاوية الهجوم العالية). يشبه القلابة المتدلية شريحة الحافة الأمامية وقلابة كروغر، ولكن مع اختلاف أن كامل الحافة الأمامية تدور بالكامل لأسفل، في حين أن السدفة وقلابة كروغر عبارة عن لوحات تتحرك بعيدًا عن الحافة الأمامية للجناح عند نشرها.

## موقع
قلابة الحافة المتقدمة المنسدلة تكون كلسان متدلي من الجزء الأمامي المستدير للجناح، في شكل متحرك. تحتوي طائرة إيرباص إيه380 على قلابات متدلية بين جسم الطائرة وكل محرك داخلي، عند الحافة الأمامية للجزء السميك من كل جناح. كانت المتغيرات المبكرة من هوكر سايدلي ترايدنت تحتوي على قلابتين متدليتين على السطح الخارجي لكل جناح وقلابة كروغر على القسم الأقرب إلى جسم الطائرة.

## الاستخدام والتأثير
تعمل القلابات المتدلية مع أجهزة الرفع العالية الأخرى على متن طائرة لزيادة حدبة الجناح وتقليل سرعة التوقف. في طائرة إيرباص إيه 380، تقوم المرحلة الأولى من اختيار جهاز الرفع بنشر القلابات المتدلية (تسميها شركة إيرباص: أنوف متدلية (droop noses)، ووالسدفات (leading-edge slats) الموجودة في الجناح؛ مع بدء تمدد القلابات الرئيسية عند اختيار المرحلة الثانية. قد تتدلى الأقسام المتغيرة في إيرباص إيه 380 إلى موضع أقل بمقدار 22 أو 25 درجة من وضع التخزين. وظيفة أخرى من القلابات المتدلية على إيرباص إيه 380 هي تغيير خصائص الجناح. وجد مصممو إيرباص إيه 380 أن تدفق الهواء بين المحركات كان منفصلاً عن سطح الجناح قبل تدفق الهواء بين المحرك وجسم الطائرة، وهي خاصية غير مرغوب فيها. أدى إضافة التدلى بين المحرك وجسم الطائرة إلى إصلاح المشكلة؛ في حين أن استخدام شريحة الحافة الأمامية لم يكن ليحدث ذلك بسبب الفجوة (أو الفتحة) التي تم إنشاؤها بين الشريحة والجناح عند نشر الشريحة.

## الطائرات ذات القلابة المتدلية
- إيرباص إيه 380
- إيرباص إيه 350
- داسو فالكون 20
- هوكر سيديلي ترايدنت
- ميكويان جورفيتش ميغ 23
- نورثروب إف-5

### فهرس
- "Inquiry briefing". IPC Business Press. London. ج. 101 ع. 3303: 932a–934. 29 يونيو 1972.
- Norris، Guy؛ Wagner، Mark (2005). Airbus A380: Superjumbo of the 21st Century. St. Paul, Minnesota: Zenith Press. ISBN:0-7603-2218-X.